# Thomas Nolden

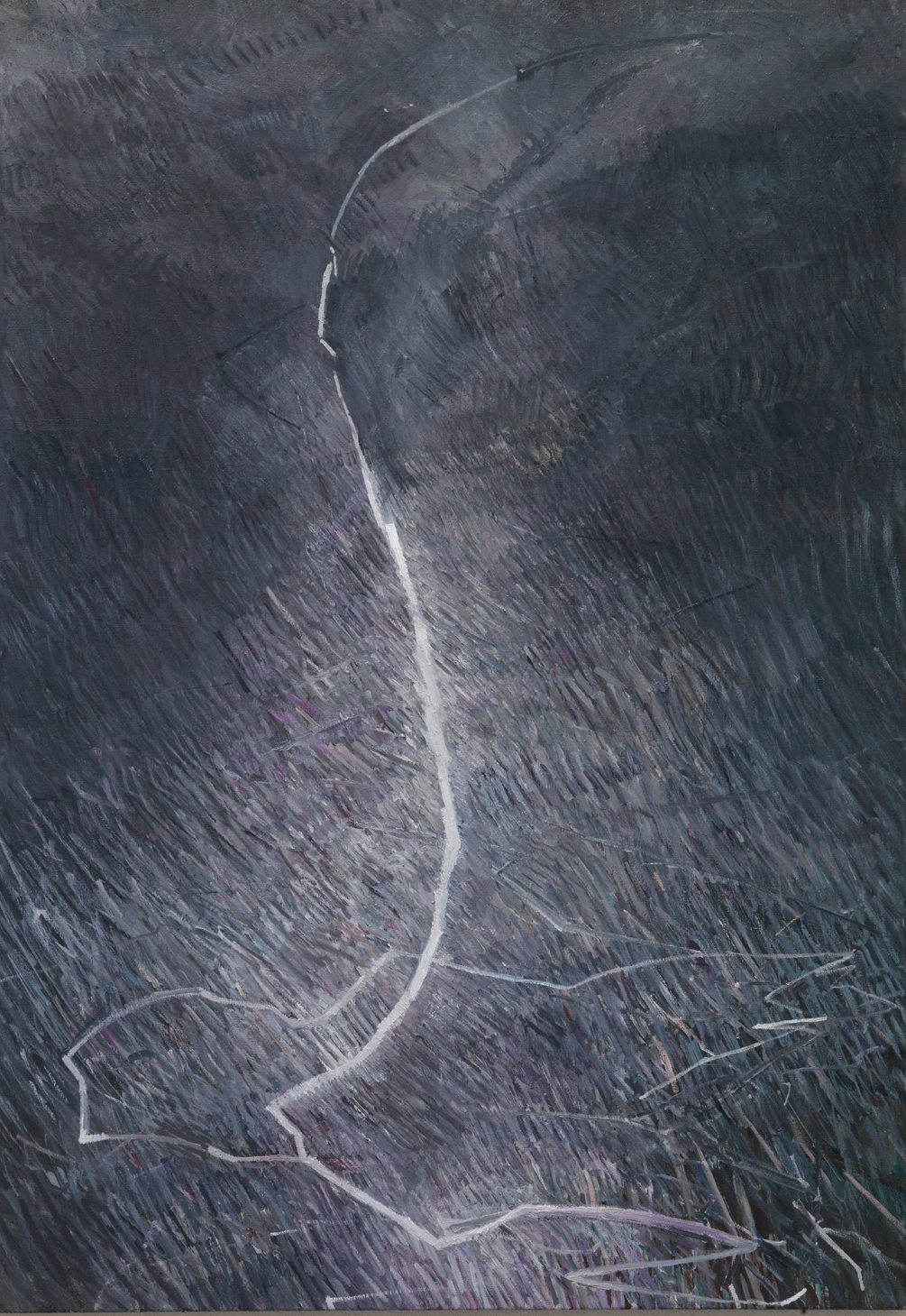
Thomas Nolden „Blitz“ (2009) 230 × 160 cm, Öl auf Leinwand

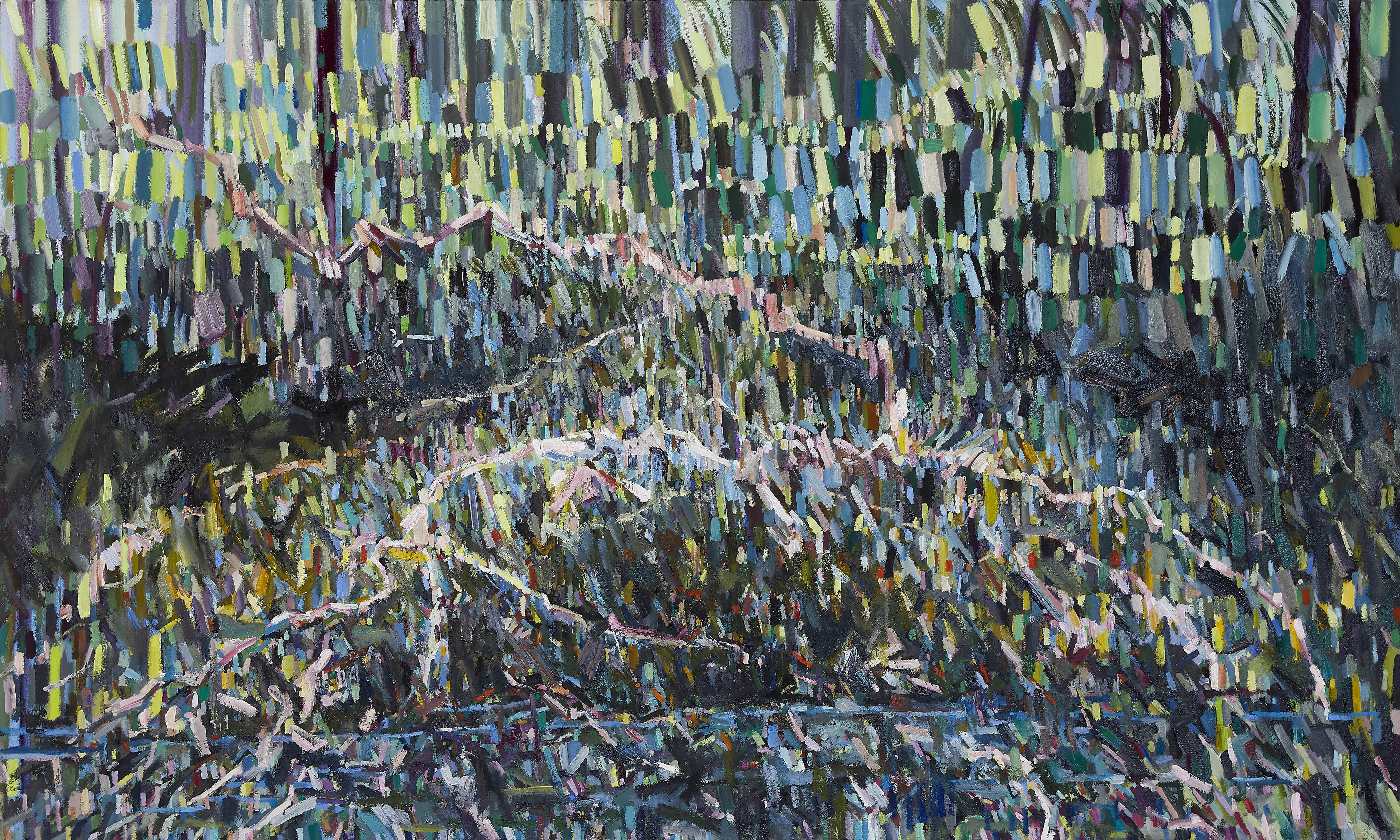
Thomas Nolden „Unter dem Moos ein riesiger See“ (2017) 130 × 210 cm, Öl auf Leinwand

Thomas Nolden (* 12. Mai 1965 in Köln) ist ein zeitgenössischer deutscher Maler.

## Werdegang
Er studierte von 1988 bis 1994 an der Hochschule für Bildende Künste-Städelschule in Frankfurt am Main bei Thomas Bayrle, Martin Kippenberger und Ludger Gerdes. Er schloss sein Studium 1994 als Meisterschüler von Bayrle ab. Zuvor studierte er von 1986 bis 1988 Malerei an der Fachhochschule Köln (inzwischen TH Köln) bei Franz Dank. Von 1991 bis 1992 besuchte er die Cooper Union School of Art, New York City in den Klassen von Hans Haacke, Skulptur und Robert Breer, Film.

## Leben und Werk

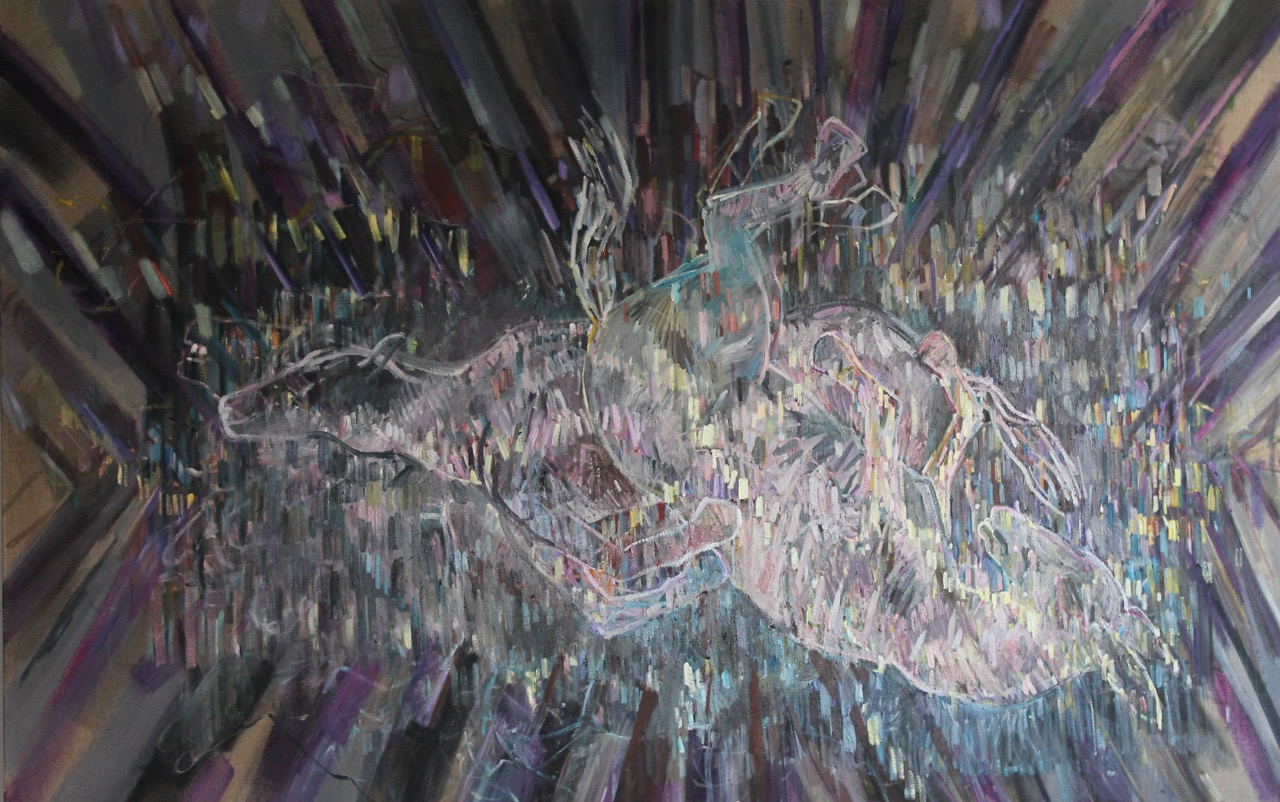
Thomas Nolden „TRANSITION“ (2020) 160 × 260 cm, Öl auf Leinwand

Nach seinem Studium an der Städelschule und einem darauffolgenden Aufenthalt an der Cooper Union School of Art in New York entwickelte Thomas Nolden von 1993 bis 2009 in hermetisch abgeschlossenen malerischen Räumen überdimensionale, an Baumfragmente und Blitze erinnernde Farbkörper. Die Publizistin Angelica Horn bezieht sich in einem Text über die Malerei von Thomas Nolden auf das Thema des Blitzes als Metapher für das Erschrecken über den Moment der Wahrnehmung und verweist auf ein Zitat von Adorno: „Am nächsten kommt dem Kunstwerk als Erscheinung die apparition, die Himmelserscheinung.“ (Theodor W. Adorno „Ästhetische Theorie“ zitiert in „Tag des Bildes - Zur Malerei von Thomas Nolden“, Angelica Horn, 2008)
Seit 2012 wurde für Nolden darüber hinaus die Sichtbarmachung des Arbeitsprozesses ein wesentliches Thema. Dies führte zur Veröffentlichung des Leporellos „Ein Bild sind viele Bilder“, mit begleitenden Texten von Wibke von Bonin und Wolfgang Ullrich. Diese Dokumentation zeigt Stationen zweier großformatiger Bildentwicklungen als einen Prozess permanenter Befragung und Neuformulierung. Im darin publizierten Gespräch mit der Kulturhistorikerin Wibke von Bonin sagte Thomas Nolden:

„Das Bild, das ich formuliere, muss der Fülle der Bilder, die wir im Kopf haben, standhalten. Es ist immer eine Auseinandersetzung mit vielen Bildern. Mit jedem Strich, schon mit der ersten Bewegung auf der Leinwand, sind wir in die Malereigeschichte eingebunden. Jede figurative Darstellung scheint bereits eine überlegene Darstellung in der Kunstgeschichte zu haben, mit der sie verwandt ist, im Dialog steht, und gegen die sie sich behaupten muss.“

## Rezeption
„Thomas Nolden (…) zeigt, was sonst nicht gezeigt wird, nämlich die langen Metamorphosen, die ein Bild durchlaufen kann. (…) Die Art und Weise, wie Thomas Nolden seine Bilder öffentlich macht, wird dann als eine Praxis gewürdigt werden können, die ihrer eigenen Zeit voraus war: sensibel dafür, welch großer Wandel im Verhältnis zu Bildern gerade begonnen hatte.“

„Während seine kleinen, meist vor der Natur entstandenen Leinwände nahezu monochrom anmuten, erscheinen die aktuellen Landschaften in großem Format nicht nur ungleich näher am Gegenstand, sie strahlen auch in verführerische Farbenpracht (…) So fühlt man sich vor Noldens Landschaften wie unter Drogen. Und weiß doch, man ist hellwach.“

„Die Malerei von Thomas Nolden ist durchdrungen von einer großen Intensität und Ernsthaftigkeit in der Auseinandersetzung mit Farbe, Material und Bildfindung. Thomas Nolden provoziert ein Spannungsfeld zwischen dem Maler und seinem Material - er bewegt sich in den Illusionsraum der Leinwand ‚hinein‘– in eine verdichtete Situation, in der er Material und Material er werden kann. Keine Collagen – keine abgesicherten Tricks – elendes altmodisches Risiko, in dem dauernd alles Scheitern kann – oder eine Situation hergestellt wird, die zielt – und das zur Deckung bringen von Stoff und Maler gelingt dann im Sinne von Lacan: ‚In dem, was wir sehen, steckt immer ein Punkt, von dem aus uns das Bild selbst ansieht – eine Stelle, in der wir selbst schon in das Bild eingeschrieben sind.‘“

„Nicht zuletzt zeigt sich an Thomas Noldens ‚Flusslandschaften‘, woraus die in jedem Jahrzehnt mindestens einmal totgesagte Malerei bis heute nicht nur ihre Berechtigung, sondern auch ihre Brisanz bezieht … Das konkretisiert sich in der unmittelbaren, körperlichen Auseinandersetzung mit dem Gegenstand, in der unauflöslichen Synthese, dem emergenten Zusammenspiel von Auge, Hand, Psyche, Werkzeug und Materialien und der Außenwelt – so intensiv, so unmittelbar und so verwoben mit allem, was das Subjekt selbst ist, und genau darum sich mit keinem technischen Medium so erreichen lässt. (…) So handeln diese Arbeiten davon, wie eine zeitgemäße Malerei auf die Verpixelung der Umwelt mit ihren genuinen Mitteln antworten kann …“

## Ausstellungen (Auswahl)

### Einzelausstellungen
- 2023 „Vertiefung“,[10] Kulturhalle Tübingen
- 2022 „Farbe als Faktum“[11] Strzelski Galerie, Stuttgart
- 2021 „Ein Bild sind viele Bilder – Lichtspiel“, Kunsthaus Rhenania, Köln[12]
- 2020 „Ein Bild sind viele Bilder“[13] Galerie Hübner + Hübner, Frankfurt am Main
- 2018 „Flusslandschaften“[14] Kunstverein Schallstadt
- 2017 „Aufbrechen“ Strzelski Galerie, Stuttgart
- 2016 „Let There Be Light“ Galerie in der Sophienkathedrale Kiew, Ukraine[15]
- 2015 „Kawasaki Bar“, Museo Marino Marini, Pistoia, Italien
- 2014 „Ursprung“[16] Galerie Hübner + Hübner, Frankfurt am Main
- 2013 „Figuren am Dnjepr“ Städtische Galerie Krementschuk, Ukraine
- 2012 „Doppelter Sommer“[17] Galerie Hübner + Hübner, Frankfurt am Main
- 2012 „Karin Trenkel / Thomas Nolden“, Galerie Hommes, Rotterdam, Niederlande
- 2009 „Ernste Malerei“ Kunstverein Familie Montez, Frankfurt am Main
- 2003 „Schafe“ Braith Mali Museum, Biberach
- 2002 „Äste“, Kunstverein Biberach
- 2002 „Raum im Bild“, Künstlerbund Tübingen, Tübingen
- 2001 „Stil“ Forum im Dominikanerkloster, Frankfurt am Main
- 1999 „Äste“ IG-Metal Galerie, Frankfurt am Main
- 1998 „Ast“ Goop Galerie, Frankfurt am Main
- 1996 „3 Bäume“ Galerie Fruchtig, Frankfurt am Main

### Gruppenausstellungen
- 2024 „Freunde – Друзі“ Deutsch Ukrainische Künstlerpaare im Kunstforum Fränkisches Seenland
- 2023 „Freunde – Друзі“ Deutsch Ukrainische Künstlerpaare[18] im Theaterfoyer, Stiftung Theater Lindenhof
- 2022 „Freunde – Друзі“ Deutsch Ukrainische Künstlerpaare Kunst im Bonifatius Turm, Röthenbach
- 2019 „Zukunft“, Galerie Hübner + Hübner, Frankfurt am Main
- 2017 „Frankfurt“, Galerie Hübner + Hübner, Frankfurt am Main
- 2015 „Rien ne va plus“, Süddeutscher Kunstverein
- 2015 „Verliebte Künstler & Affaire de coeur“, Galerie der HBK Saar, Saarbrücken
- 2014 „Heimat“, Galerie Hübner + Hübner, Frankfurt am Main
- 2014 „Verliebte Seefahrer & lachende Künstler“, Maritiem Museum Hafen, Rotterdam, Niederlande
- 2013 „Selektive Blindheit“, Kunsthalle am Hamburger Platz, Kunsthochschule Berlin-Weißensee[19]
- 2013 „Verliebte Künstler“, Süddeutscher Kunstverein
- 2013 „Künstler der Galerie“ Galerie Hübner + Hübner, Frankfurt am Main
- 2012 „Strich für Strich“, Strzelski, Stuttgart
- 2011 „we art“, Galerie Strzelski, Stuttgart
- 2011 „Abstraktion“, Ausstellungshalle 1A, Frankfurt am Main
- 2011 „second show“, Galerie Strzelski, Stuttgart
- 2009 „Denken wie der Wald“, Stiftung Syltquelle, Sylt
- 2009 „My generation“ Kunstverein Familie Montez, Frankfurt am Main
- 2008 „Portraits“, Washington Street Gallery, Ann Arbor, Michigan, USA
- 2004 „Schafe“, Ausstellungshalle 1A, Frankfurt am Main
- 2000 „Meisterschüler“ Kunstverein Hirschberg, kuratiert von Christa Näher
- 1997 „Amilie“, Kunstverein Kronach
- 1993 „Malerei 2000“ Moderna Museet Malmö, Schweden

## Publikationen
- 2020 Ein Bild sind viele Bilder Thomas Nolden / Wibke von Bonin / Wolfgang Ullrich, Distanz Verlag Berlin, ISBN 978-3-95476-308-5
- 2010 Landschaft mit Schafen, Thomas Nolden mit Texten von Gerhard Theewen, Salon Verlag Köln, ISBN 978-3-89770-373-5
- 2008 Gesichter sehen, Thomas Nolden / Barbara Wild, Salon Verlag Köln, ISBN 978-3-89770-305-6
- 2004 Schafe, Thomas Nolden, Salon Verlag Köln, ISBN 3-89770-233-9

## Video
- Filmporträt über Thomas Nolden „Inside the Painting“ (HDV, Germany 2024, 17 min.) von Thomas Josef Roth, DokHaus Berlin[20]

## Unterricht
- seit 2013 Leitung Aufbaustudium Malerei, dekart, Design und Kunst Akademie, Reutlingen[21]
- seit 2013 Dozentur Figurative Malerei, Freie Kunstakademie Frankfurt am Main[22]
- 2004–2018 Lehrauftrag Ölmalerei, Zeicheninstitut der Universität Tübingen
- 2016 Seminare für Farblehre, Hochschule Mannheim, Fakultät Gestaltung
- 2014 Werkauftrag für Ausstellungskonzeption, Hochschule der Bildenden Künste Saar HbK Saar
- 2013 / 2014 Lehraufträge für Kunstvermittlung, Kunsthochschule Berlin-Weißensee, Berlin